# Фоли, Морис
Морис Хинтон Фоли (англ. Maurice Hinton Foley, 4 февраля 1930, Перт, Австралия — 1 июля 2013, Брум, Австралия) — австралийский крикетист и хоккеист (хоккей на траве), полевой игрок.

## Биография
Морис Фоли родился 4 февраля 1930 года в австралийском городе Перт.
Занимался крикетом, провёл 3 первоклассных матча за Западную Австралию в сезоне-1953/54.
В 1956 году вошёл в состав сборной Австралии по хоккею на траве на Олимпийских играх в Мельбурне, занявшей 5-е место. Играл в поле, провёл 4 матча, забил 5 мячей (по два в ворота сборных Бельгии и Сингапура, один — Новой Зеландии).
Умер 1 июля 2013 года в австралийском городе Брум.